# Hamid Karzaj

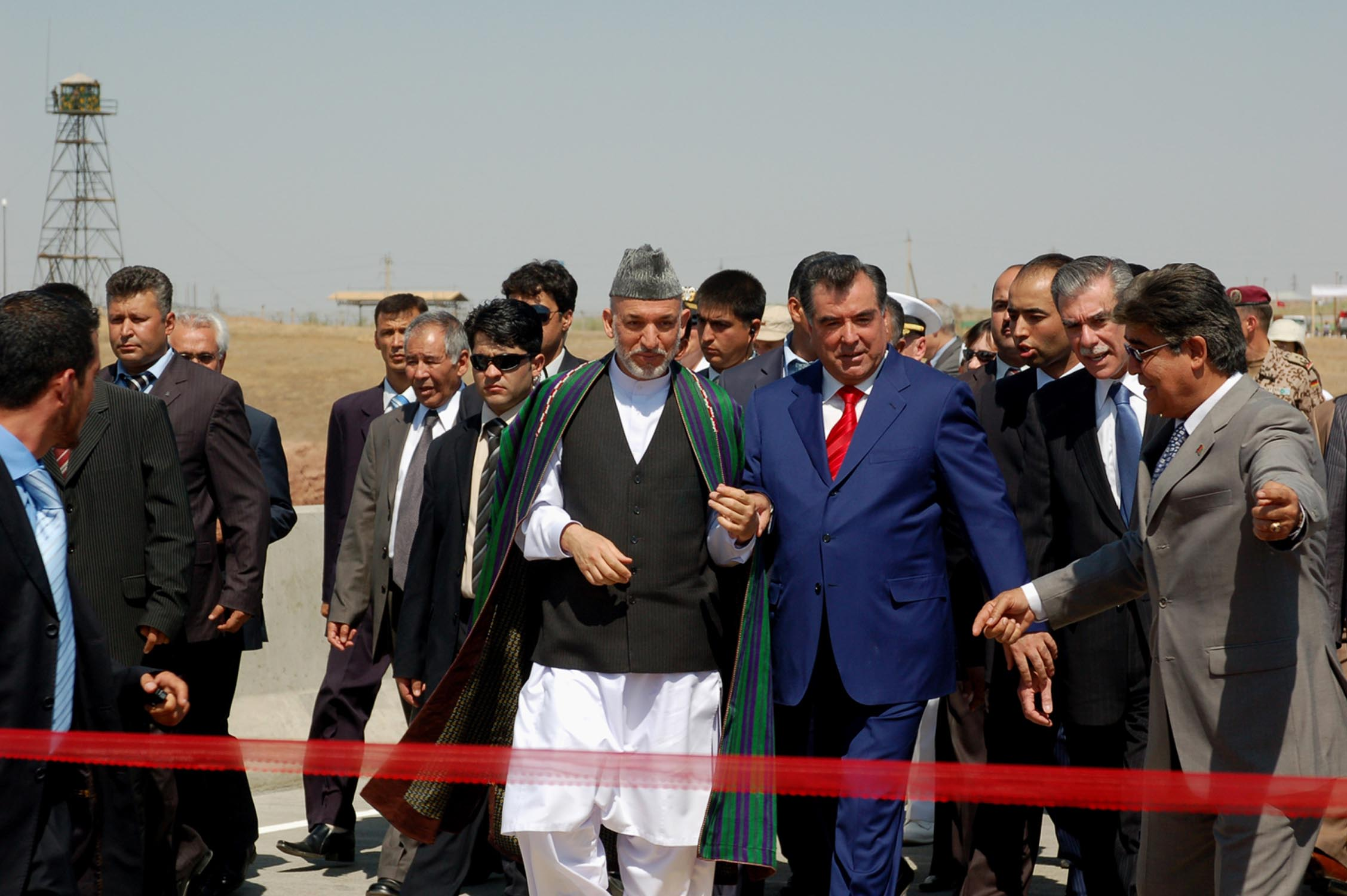
Hamid Karzaj i Emomali Rahmon, 2007

Hamid Karzaj (paszto حامد کرزی, Hāmid Karzay, ur. 24 grudnia 1957 w Kandaharze) – afgański polityk, w latach 2001–2014 prezydent i szef rządu Afganistanu.

## Wczesne lata oraz życie prywatne
Z pochodzenia jest Pasztunem, z klanu Popalzai tradycyjnie związanego z monarchią. Jego rodzina należała do zdecydowanych zwolenników króla Zahira. Ma sześciu braci i jedną siostrę. Od 1977 do 1983 roku studiował politologię na Uniwersytecie Himachal w Shimla (Indie). Jest uzdolniony lingwistycznie i może pochwalić się znajomością języków: paszto, perskiego, urdu, hindi, angielskiego i francuskiego. W 1999 roku poślubił Zinat Karzaj, która wcześniej pracowała jako położna przy afgańskich uchodźcach w Pakistanie. Mają syna o imieniu Mirwais.

## Zaangażowanie w czasach wojny ze Związkiem Radzieckim
Po powrocie do kraju w latach 80. jako mudżahedin zajmował się pozyskiwaniem funduszy na powstanie antyradzieckie podczas interwencji ZSRR w Afganistanie (przez niektórych podejrzewany jest o współpracę z KGB, jednak informacje te do dziś nie zyskały potwierdzenia). Mudżahedini byli sekretnie wspierani przez rząd Stanów Zjednoczonych, a sam Karzaj był jednym z najważniejszych kontaktów dla CIA w tamtych czasach. Jego rodzina opuściła kraj i zamieszkała w Stanach Zjednoczonych.

## Kariera polityczna
Kiedy talibowie pojawili się w latach 90. XX wieku, Karzaj był jednym z ich pierwszych zwolenników. Nie trwało to długo, odmówił im współpracy, m.in. nie przyjął stanowiska przedstawiciela rządu talibów przy ONZ.
Podczas rozmów stronnictw afgańskich w Niemczech w grudniu 2001 roku powierzono mu stanowisko tymczasowego szefa rządu; w lipcu 2002 roku – tymczasowego prezydenta. 9 października 2004 roku wybrany w pierwszych demokratycznych wyborach na prezydenta Afganistanu, zaprzysiężony 7 grudnia 2004 roku.
2 listopada 2009 roku afgańska komisja zrezygnowała z przeprowadzenia drugiej tury wyborów prezydenckich po tym, jak rywal Karzaja Abdullah Abdullah wycofał się z wyborów, uzasadniając swoją decyzję tym, że nie wierzy w uczciwość drugiej tury wyborów. Hamid Karzaj, który zdobył najwięcej głosów w pierwszej turze wyborów, wygrał więc wybory prezydenckie. Prezydentem Afganistanu był do 29 września 2014 roku, kiedy zastąpił go na tym stanowisku Aszraf Ghani.

## Rola w przekazaniu władzy nad Kabulem w 2021 r.
14 sierpnia 2021 r. talibowie dotarli na rogatki Kabulu, gdzie zatrzymali się zgodnie z wolą Abdula Ghaniego Beradara liczącego na bezkrwawe przekazanie władzy przy pośrednictwie byłego prezydenta Karzaja. Były przywódca Afganistanu uważał, że drogą kompromisu powinna zostać przywrócona królewska konstytucja z lat 60., w oparciu o którą zostałaby zwołana Wielka Dżirga, która wyłoniłaby nowy, rebeliancki rząd, któremu legalnie przekazałby władzę upadający rząd Aszrafa Ghaniego. W tym celu wygłosił w telewizji afgańskiej orędzie w którym prosił mieszkańców miasta o zachowanie spokoju, jednocześnie zapewniając o woli talibów do przejęcia władzy w sposób pokojowy.
Rano 15 sierpnia, gdy faktem dokonanym okazała się ucieczka prezydenta, członków aparatu bezpieczeństwa oraz rządu, zastępca szefa ochrony prezydenta zaapelował do Karzaja o pojęcie się pełnienia obowiązków prezydenta na ten czas, czemu polityk odmówił, gdyż chciał pozostać pierwszym od stu lat władcą afgańskim, który legalnie oddał władzę i nie został jej siłowo pozbawiony. Po południu tego samego dnia, w związku z nasilającymi się grabieżami i chaosem w mieście, Karzaj poinformował telefonicznie Beradara o konieczności wkroczenia talibów do miasta. 

## Próby zabójstwa
W czasie prezydentury miało miejsce kilka zamachów na życie Karzaja. 27 kwietnia 2008 w czasie defilady wojskowej z okazji 16. rocznicy przejęcia Kabulu, Karzaj wraz z innymi dygnitarzami został ostrzelany z broni automatycznej. Nie doznał obrażeń, ale został ewakuowany z miejsca strzelaniny. Do zamachu, w wyniku którego zginęły dwie osoby, a jedenaście zostało rannych, przyznali się talibowie.